# Rothschwaig
Rothschwaig ist ein Gemeindeteil der Großen Kreisstadt Fürstenfeldbruck im oberbayerischen Landkreis Fürstenfeldbruck (Bayern).

## Lage
Die Einöde liegt in der Gemarkung Aich auf einer etwa 43 Hektar großen Waldlichtung, etwa dreieinhalb Kilometer südwestlich von Fürstenfeldbruck.
Am 1. Januar 1978 wurde Rothschwaig, das vorher zur Gemeinde Aich gehörte, bei deren Auflösung nach Fürstenfeldbruck eingegliedert.
Das Wohnhaus des Einödhofs, wohl um 1775 erbaut, ist als Baudenkmal klassifiziert (siehe auch Liste der Baudenkmäler in Rothschwaig).